# Гомелаури, Вахтанг
Вахтанг Гомелаури (груз. ვახტანგ გომელაური; род. 24 декабря 1975, Тбилиси, Грузинская ССР, СССР) — грузинский государственный деятель.  министр внутренних дел Грузии.

## Биография
Окончил Государственную академию физического воспитания и спорта Грузии.
В 1994—2003 годах работал в Специальной службе государственной охраны. Последующие десять лет работал в Департаменте охранной полиции МВД Грузии. В течение нескольких лет был начальником охраны премьер-министра Грузии Бидзины Иванишвили.
С 22 марта 2013 по 11 декабрь 2014 был заместителем министра внутренних дел Грузии. С 11 декабря 2014 по 26 января 2015 первый заместитель министра внутренних дел. С 26 января по 1 августа 2015 возглавлял МВД Грузии.
С 1 августа 2015 по 8 сентября 2019 являлся главой Службы государственной безопасности Грузии. После вступления в должность назвал «Исламское государство» и «бесконтрольную обстановку на оккупированных Россией территориях Грузии», в числе угроз, стоящих перед Грузией. Генерал-лейтенант государственной безопасности.
8 сентября 2019 назначен министром внутренних дел Грузии. Пообещал реформировать министерство внутренних дел, чтобы повысить уровень безопасности в стране и эффективность расследования преступлений. По его словам, главные новшества будут в департаменте криминальной полиции, особенно в части следствия. Планируется обновление Уголовно-процессуального кодекса.
Владеет английским и русским языками. Женат, имеет двух детей.

## Награды
- Орден Чести (2025)[8]